# Cheikh Hamidou Kane
Cheikh Hamidou Kane (Matam, 2. travnja 1928.), senegalski je književnik i dužnosnik.

## Životopis
Rođen je u Matamu u Senegalu 1928. godine. Pisac je koji je također bio ministar u svojoj zemlji. Najpoznatiji je po svom autobiografskom romanu 'L'Aventure ambiguë' (Dvosmislena avantura) (1961.), koji je osvojio književnu nagradu Grand Prix littéraire d’Afrique 1962. godine.

### Život prije Pariza
Kane je Fula podrijetla, rođena u plemićkoj obitelji Tukulora (koji su muslimani od 11. stoljeća) i pohađao školu Kurana do dobi od deset godina, kada je pristupio francuskom školskom sustavu. Stekao je bakalaureat iz filozofije u gimnaziji u Dakru u rekordnom vremenu. Ovaj uvod u zapadnu misao je utjecao na njegovu odluku da ode studirati u Pariz.

### Pariz i povratak u Senegal
Nakon tradicionalnog muslimanskog obrazovanja, napustio je Senegal i otišao u Pariz na studij na Sorboni, gdje je diplomirao pravo i filozofiju, te diplomu l’École nationale de la France d’Outre-mer (ENFOM). U Parizu, pisao je za časopis Esprit i pohodio pariške intelektualne krugove. Potom se vratio u domovinu 1959. godine i postao povjerenik tajnika Ministarstva za planiranje, a zatim ministar uređenja i guverner regije Thies. Bio je UNICEF-ov dužnosnik u Lagosu u Nigeriji, te u Abidjanu, u Obali Bjelokosti, što mu je dalo priliku da otputuje u gotovo sve zemlje Afrike južno od Sahare osim u Južnoj Africi.

## Dvosmislena avantura
Dvosmislenu avanturu (L'Aventure ambiguë), roman-autobiografiju, autor je objavio dok je obnašao dužnost ministra uređenja. Ova priča govori o dilemama mladog senegalskog studenta u Parizu i kulturnog sukoba između islama i Zapada. Roman je osvojio Grand prix littéraire d’Afrique noire 1962. godine.
Nakon nekoliko desetljeća, Cheikh Hamidou Kane objavljuje djelo Les Gardiens du temple (Čuvari hrama).

## Citati
- „Odabrao sam put najpodložniji tome da se izgubim".[nedostaje izvor]
- „Ako im kažem da odu u novu školu (...) hoće li ono što će naučiti vrijediti onoga što će zaboraviti?“ [nedostaje izvor]

## Djela
- 'Comme si nous nous étions donnés rendez-vous', in Esprit, n°10, oct. 1961.
- 'L’Aventure ambiguë', Julliard, 1961, Grand Prix littéraire d’Afrique 1962.
- 'Les Gardiens du Temple', Stock, 1995.